# David Gluckman
David Gluckman (ur. 27 maja 1966) – południowoafrykański szachista, pierwszy w historii tego kraju mistrz międzynarodowy (tytuł otrzymał w 1993 roku).

## Kariera szachowa
W latach 90. XX wieku i w pierwszych latach XXI wieku należał do ścisłej czołówki szachistów Republiki Południowej Afryki. W 1988 i 1995 r. dwukrotnie zdobył złote medale indywidualnych mistrzostw kraju, był również pięciokrotnym (w latach 1992–2004) uczestnikiem szachowych olimpiad, trzykrotnie występując na I szachownicy. W 1993 r. uczestniczył również w rozegranych w Kairze drużynowych mistrzostwach Afryki, na których szachiści RPA zajęli IV miejsce. W tym samym roku zakwalifikował się do turnieju międzystrefowego (eliminacji mistrzostw świata) w Biel/Bienne, w którym podzielił 70-71. miejsce w stawce 73 zawodników (turniej rozegrany był system szwajcarskim). W 2003 r. zdobył brązowy medal w finale mistrzostw Republiki Południowej Afryki.
Najwyższy ranking w karierze osiągnął 1 lipca 2000 r., z wynikiem 2400 punktów zajmował wówczas 2. miejsce (za George'em Michelakisem) wśród południowoafrykańskich szachistów.